# Corbicula fluminalis
Corbicula fluminalis är en musselart som först beskrevs av Otto Friedrich Müller 1774.  Corbicula fluminalis ingår i släktet Corbicula och familjen Corbiculidae. IUCN kategoriserar arten globalt som livskraftig. Inga underarter finns listade i Catalogue of Life.

## Bildgalleri

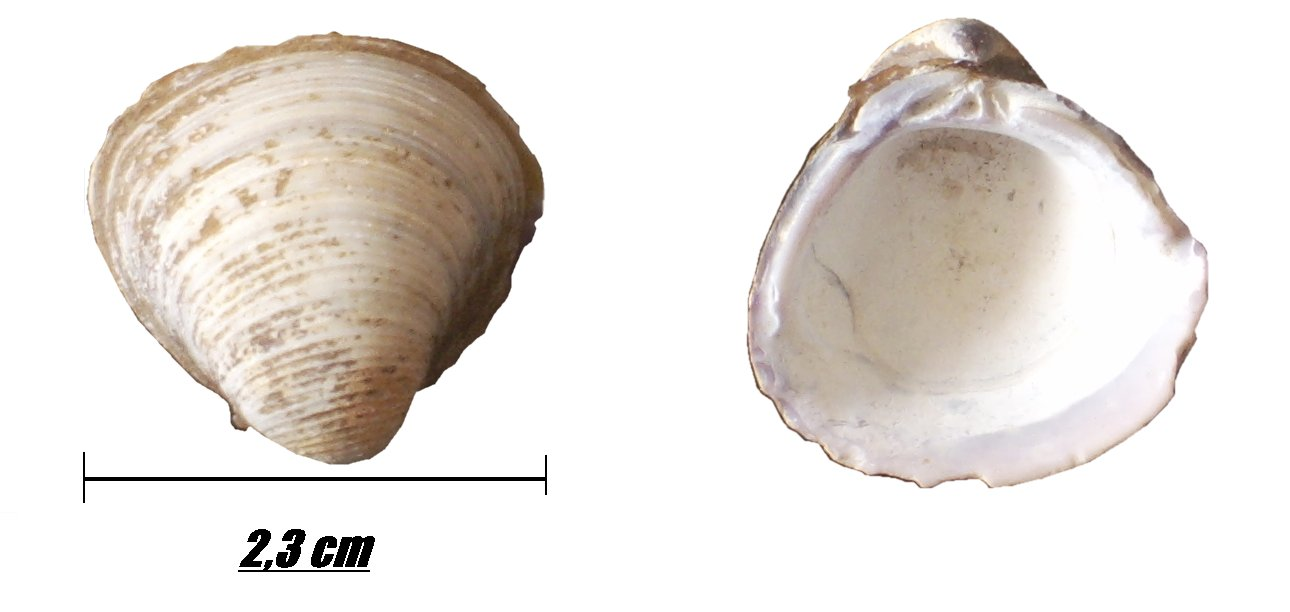
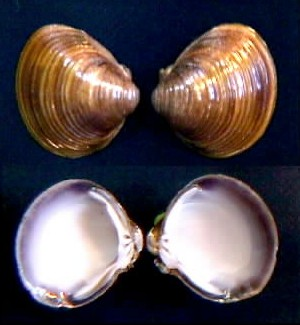
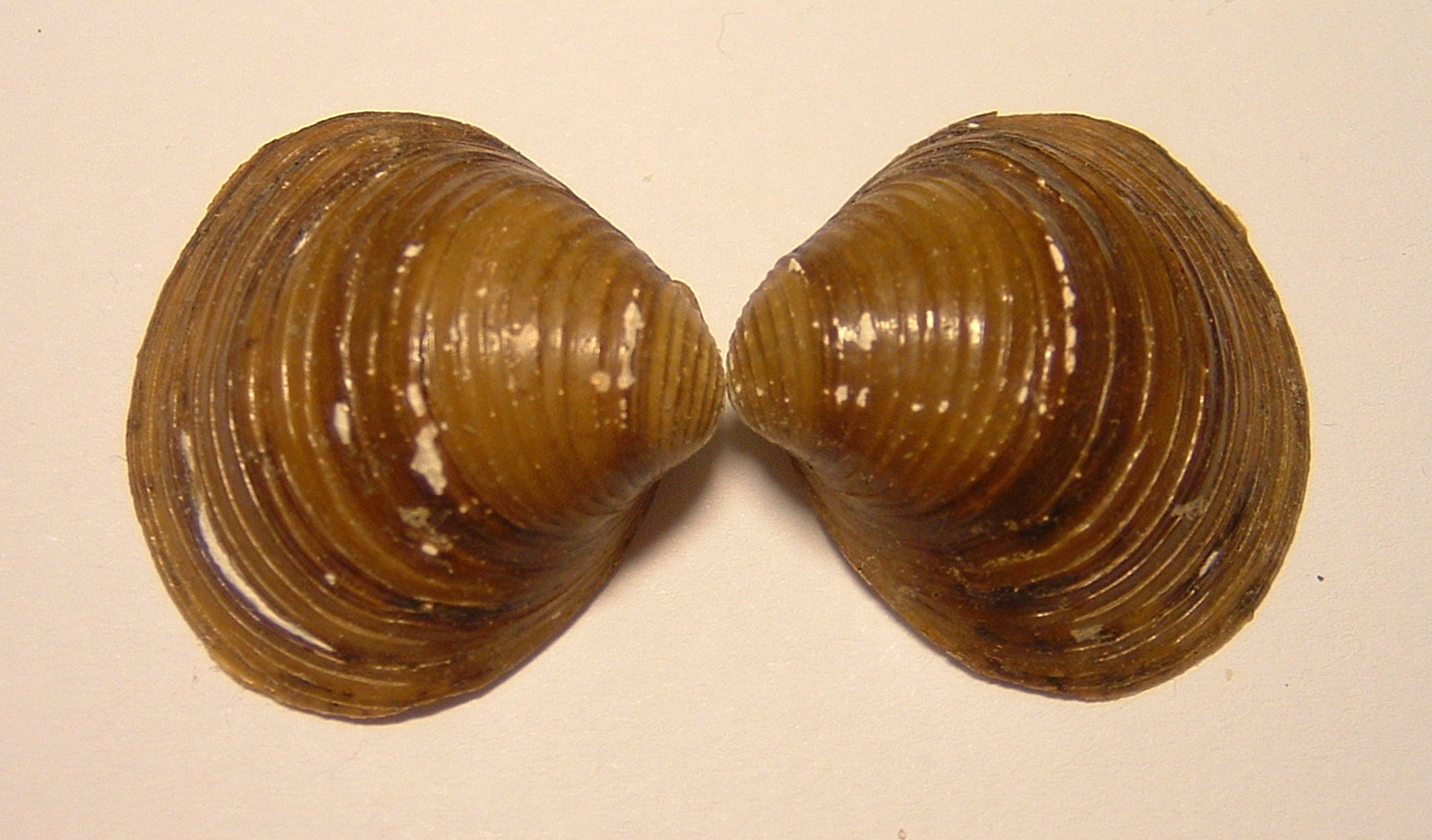
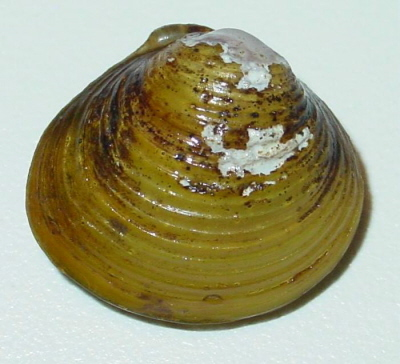
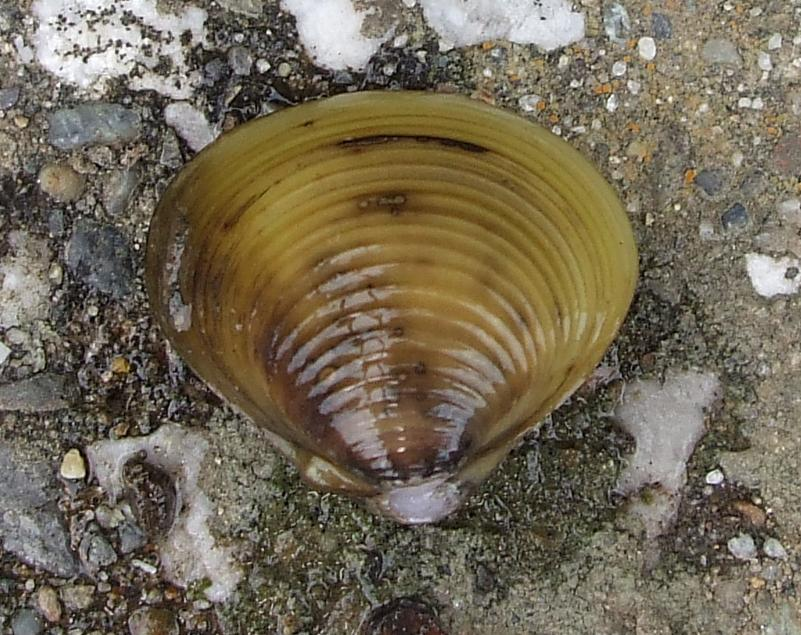
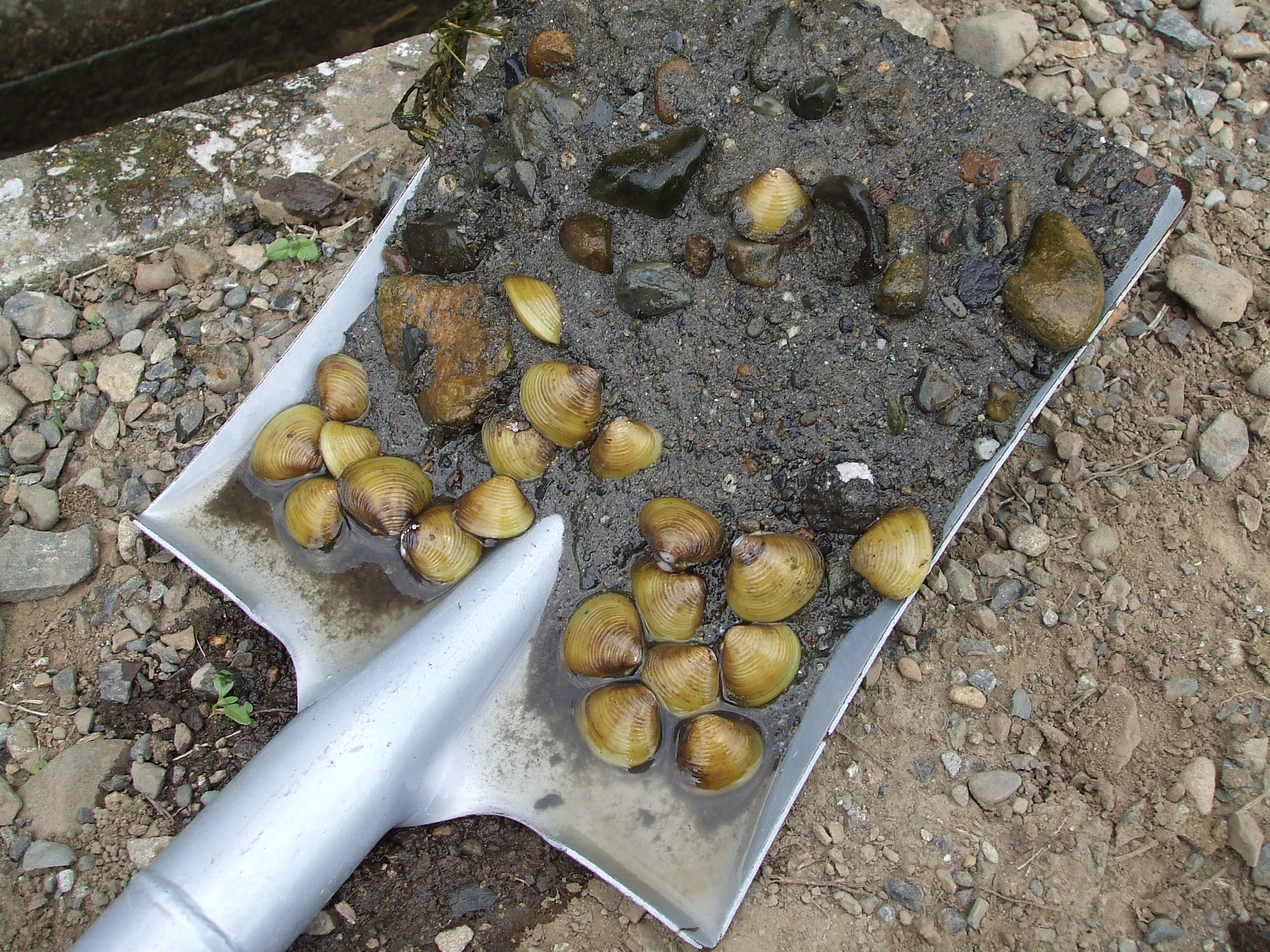